# Via Palestro
Via Palestro è la principale via del centro storico della città di Ivrea in Piemonte.

## Storia
Il tracciato della via ricalca la sezione orientale dell'antico decumanus maximus di età romana, periodo in cui Ivrea portava il nome di Eporedia. In età medievale prese quindi il nome di via Magna Burgi, essendo il principale asse di comunicazione della città. Successivamente all'occupazione francese di Ivrea, avvenuta nel 1798, la via venne rinominata in rue de Marengo, dal nome della località di Marengo vicino ad Alessandria, presso la quale i francesi riportarono un'importante vittoria nei confronti degli austriaci nella celebre battaglia di Marengo. Una targa riportante l'odonomastica napoleonica è stata restaurata nel 2024.
Fu solamente nel 1861 che la via prese il suo nome attuale, in riferimento alla famosa battaglia di Palestro presso Pavia durante la seconda guerra d'indipendenza italiana. In quella battaglia Vittorio Emanuele II, al comando delle truppe piemontesi alleate con quelle francesi, riportò la vittoria sulle truppe austriache guidate dal generale Fredrick Zobel.

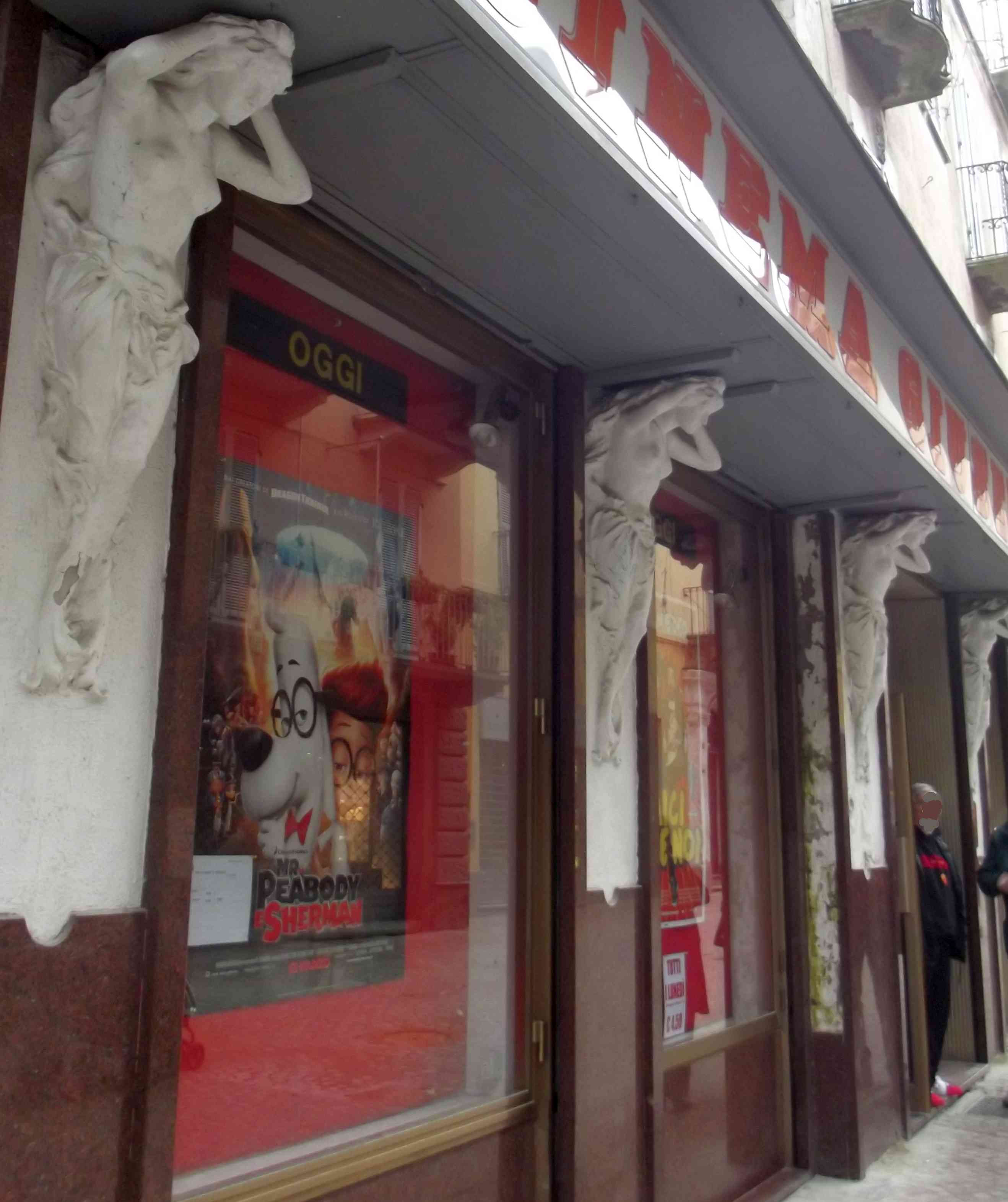
Il cinema Giuseppe Boaro

## Descrizione
La via si sviluppa longitudinalmente collegando la piazza di Città a Porta Vercelli. Prolungamento naturale delle via oltre la piazza di Città è la via Arduino, corrispondente alla restante sezione occidentale del decumanus maximus di età romana.
Sul lato settentrionale della via si aprono due piazze: la piazza Pietro Ottinetti, la più grande di Ivrea e dove si trova il Museo Garda, e la più piccola piazzetta Santa Marta. Nel tratto compreso tra le due piazze, una via laterale conduce alla piazza del Teatro, sulla quale sorge il teatro Giacosa. Sul lato meridionale si trovano invece il cinema Giuseppe Boaro, uno dei più antichi d'Italia, e la chiesa di San Salvatore.
A vocazione essenzialmente commerciale, la via ospita numerosi locali e negozi. È essenzialmente pedonale, essendo l'accesso in auto consentito ai soli residenti.

## Galleria d'immagini

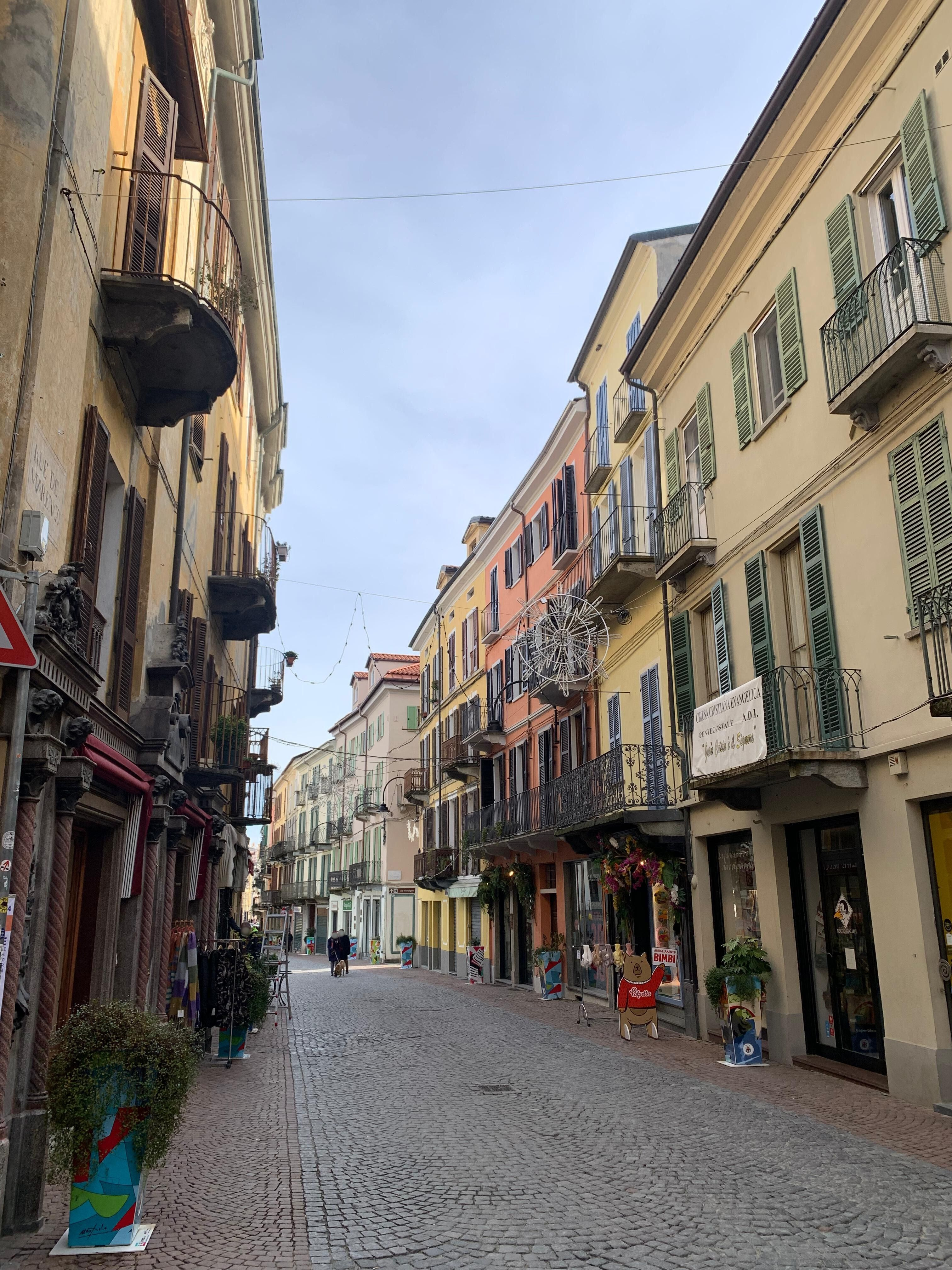
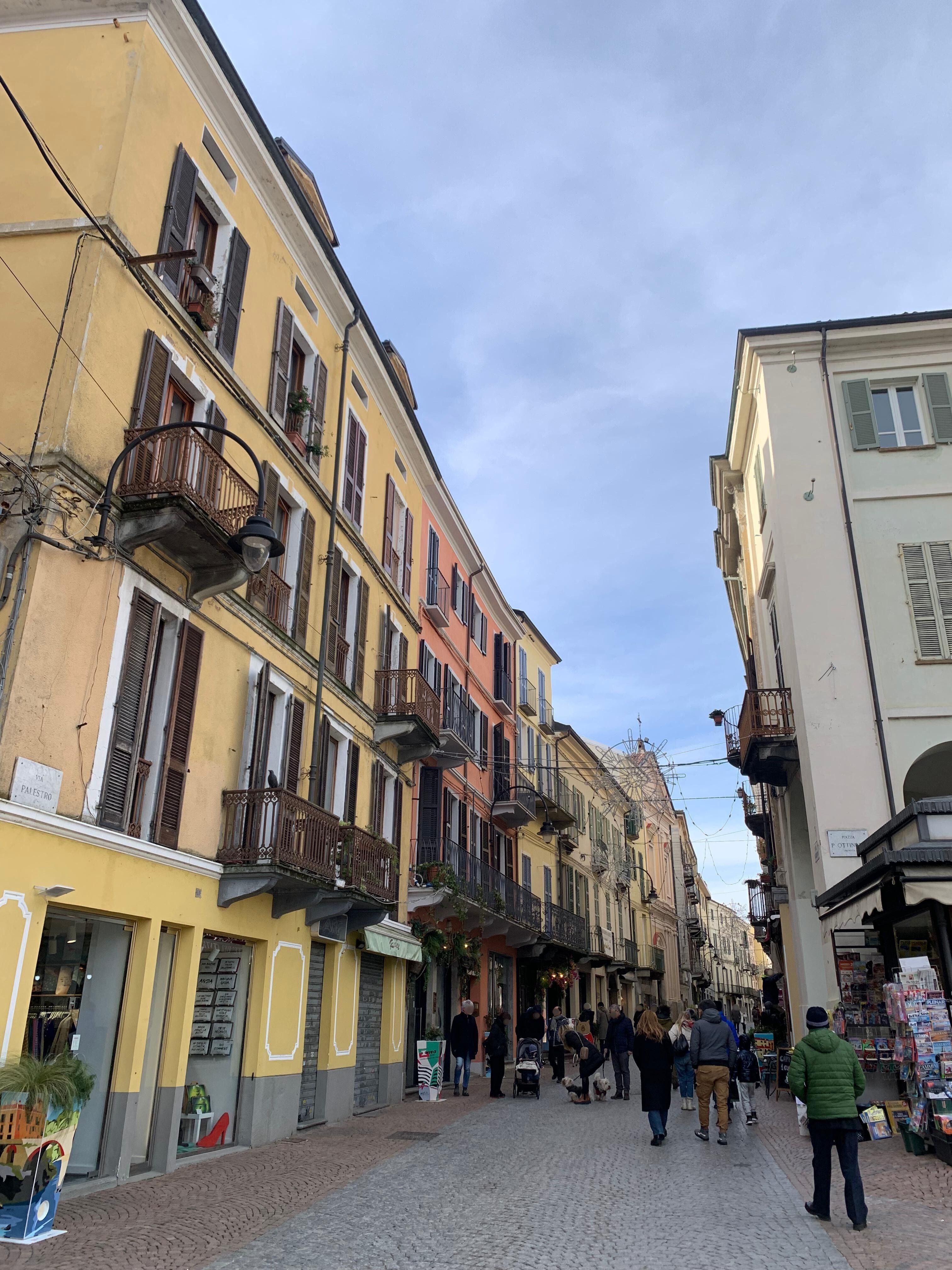
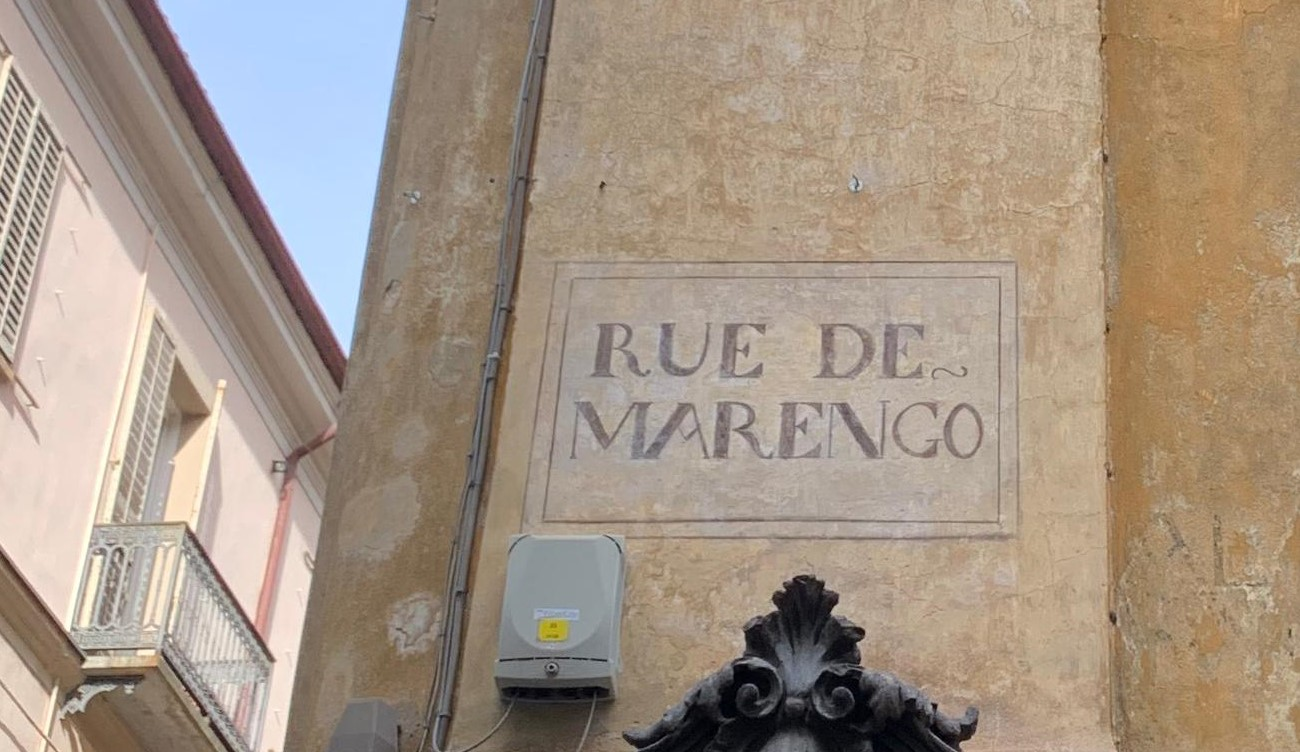